# Britanske podmornice klase D
Klasa D je oznaka za osam plovnih jedinica izrađenih za kraljevsku ratnu mornaricu. To su bile prve britanske podmornice dizajnirane za izvanobalna djelovanja.

## Dizajn i razvoj
U konstrukciji prve domaće oceanske podmornice britanski konstruktori su izveli radikalne poteze. Možda je čak bolje reći da su se jednostavno okrenuli i shvatili da njihovi europski takmaci Francuska i Njemačka grade bolje i sposobnije podmornice. Ugledavši se na njih, iz tada najbolje domaće klase C izbacili su gotovo sve i krenuli iz početka.

Podmornicu D1 može se slobodno nazvati velikom podmornicom - naravno, s obzirom na tadašnja mjerila. Njezin deplasman u odnosu na podmornice klase bio je gotovo dvostruko veći, a odlikovala se gotovo šest metara većom duljinom i gotovo dva metra većom širinom. No, nisu dimenzije ni deplasmani ono što je ovu klasu podmornica učinilo revolucionarnom. Ponajprije se to odnosi na ugradnju dvaju dizelskih glavnih motora umjesto dotad korištenih (i vrlo opasnih) benzinskih motora te primjena dvoosovinske propulzije. Drugi važan čimbenik bio je razmještaj pramčanih torpednih cijevi. Na klasi D, pramčane torpedne cijevi su prvi put postavljene jedna iznad druge. Osim toga ugrađena je i treća torpedna cijev na krmi podmornice. Treći važan tehnički detalj bilo je premještanje glavnih balastnih tankova iz čvrstog trupa na bokove. Taj konstruktorski zahvat omogućio je povećanje i poboljšanje radnih i životnih uvjeta posade, čije se brojčano stanje povećalo na 25 članova. Istodobno ta promjena omogućila je ukrcaj veće količine dizelskog goriva nego što bi to bio slučaj da su glavni balastni tankovi ostali u čvrstom trupu. Veća količina goriva omogućila je klasi D gotovo dvostruko veći doplov u odnosu na C klasu podmornica.

Daljnja poboljšanja i inovacije odnosili su se na primjenu poboljšanog električnog motora i baterije povećanog kapaciteta, koje su podmornici omogućavale da uz minimalnu potrošnju struje ostane zaronjezina za čitavog trajanja dnevnog svjetla i tako ostane neotkrivena. Naposljetku, ali ne i manje važno, stoji činjenica da su podmornice ove klase bile prva takva plovila za koja se već u fazi konstrukcije predvidjelo da će biti opremljena bežičnom telegrafskom opremom (kratkog dometa). Ova oprema je prvi put bila montirana na sklopivom jarbolu, koji se pred svaki zaron spuštao i učvršćivao u posebnom ležištu iza tornja podmornice.

## Povijest korištenja
Britanski Admiralitet naručio je osam podmornica klase D. Izgradnju su preuzela dva brodogradilišta: Vickers je u Barrow-in-Furnesu sagradio ukupno šest podmornica D1 - D6, dok su dvije preostale, D7 i D8, izgrađene u brodogradilištu HM Dockyard u Chatamu. Serija od osam podmornica klase D može se ugrubo podijeliti na tri podskupine, koje čine podmornice D1, D2 i D3-D8. Međusobno su se tek minimalno razlikovale po vanjskim izmjerama i deplasmanima. Zanimljiv je podatak da je podmornica D4 jedina iz cijele klase dobila i palubni top od 12 funti.

### Prvi svjetski rat
Podmornice klase D bile su u punoj operativnoj spremnosti u trenutku izbijanja Prvog svjetskog rata, u kojem su aktivno sudjelovale. Bile su bazirane uglavnom na istočnoj obali Velike Britanije. Najviše su korištene za borbena patroliranja u Helgolandskom zaljevu. U prva tri mjeseca rata Velika Britanija je izgubila dvije podmornice u Sjevernom moru. Podmornica D5 je 3. listopada 1914. naletjela na minu i potonula, a razlog nestanka podmornice D2, 25. studenog 1914., do danas je ostao nepoznat. Pred sam kraj rata izgubljene su još dvije podmornice: D3 je zbog kvara potonula 15. ožujka 1918. u vodama La Manchea, a samo tri mjeseca kasnije, 28. lipnja 1918., podmornicu, D6 potopila je jedna od njemačkih podmornica. 
Legendarna D1, prva oceanska podmornica neslavno je završila. Poslužila je kao plovna meta i potopljena je 23. listopada 1918. pod plotunima britanskih krstarica. Rat su preživjele tri podmornice: D4, D7 i D8. Iz flotne liste kraljevske mornarice izbrisane su u srpnju 1919.